# Anagrafe nazionale delle ricerche
L'Anagrafe nazionale delle ricerche, conosciuta anche con il nome di Arianna, è una istituzione ministeriale dello Stato italiano con lo scopo di raccogliere tutte le notizie relative alle ricerche finanziate, in tutto o in parte, con fondi a carico del bilancio dello stato o di bilanci di enti pubblici oltre a quello di registrare e censire in una anagrafe nazionale unica le Università e gli istituti di Ricerca.